# クロア (企業)
株式会社クロア（英:Croix Co.,Ltd.）は、マインドフルネス･コンテンツを中心としたヘルス・ウェルネス事業を行う日本の企業である。

## 概要
音楽家・戸部田馬準により2009年に設立。
「Change Your Meditation and Sleep（世界の瞑想と眠りを変える）」を企業理念として、美容健康商品の開発のほかヒーリング音楽・映像サービスの提供などを行っている。日本レコード協会準会員。
2021年5月には令和3（2021）年度日本ITU協会賞奨励賞を受賞した。

### 社名の由来
フランス語の十字架、十字の意味が基本。十字とは十字を切る意味や赤十字のマークのような「守り」そして「癒し」の意味と、出逢い＝交差（クロス）で互いに支え合うという意味などを合わせ持たせて命名。フランス語の選択については、創業者戸部田馬準がフランス印象派のクラシック音楽に影響を大きく受けたことが背景にある。

## 事業内容

### 瞑想・睡眠コンテンツ制作・提供
よりよい「眠り」・瞑想・精神安定を促す為の、ヒーリング音楽・映像の製作・提供などを行っている。運営する音楽レーベル「CROIX HEALING」「Sugar Candy」ほかがあり、huluやdTV、U-NEXTへのコンテンツ提供も行っている。
運営ブランドなど
- CROIX HEALING  - 「眠りと癒し」をコンセプトとするヒーリング音楽の専門レーベル[10]
- Sugar Candy - コンセプトを「癒しのひと粒」とする音楽レーベルで、種々のアーティスト・テイストの音楽を提供。作品に「カフェで流れる○○」シリーズなど[11]。
- CROIX JAM - マインドフルネス音楽・映像を指向するレーベル[12]。

### 「癒し」商品販売
「眠りと癒し」をコンセプトに、寝具、食品、サプリメント、美容健康用品などのネット上でのセレクトショップ「RELAX WORLD」を運営する。

### その他
インターネットラジオ局MEGURO FMを運営。

## 沿革
- 2009年6月29日、設立[15]。
- 2009年11月、レーベル「Sugar Candy」創設、ネットショップ「RELAX WORLD」出店。
- 2010年01月、iTunesにて配信開始。
- 2011年11月、Spotifyと出版社およびデジタル配信契約締結。
- 2012年03月、インターネット放送局「目黒FM」を開局。
- 2014年10月、温泉旅館ブランド「星野リゾート 界」への館内音楽提供・監修[16]。
- 2015年09月、NexToneと契約。
- 2016年04月、レーベル「CROIX HEALING」創設。
- 2017年07月、日本レコード協会に準会員として加入。
- 2017年10月、Amazonディスク・オンデマンドサービス開始。
- 2017年12月、歯愛メディカルと提携し歯科医院向けCDお届けサービス開始[17]。
- 2018年02月、吉田正樹が顧問に就任[18]
- 2018年07月、チャイナモバイルと契約締結[19]。
- 2019年01月、インドHungama社と契約締結。
- 2018年10月、中国・テンセントと音楽配信契約締結。
- 2019年01月、中国・Sound-Genie Cultural Development (Shanghai) Co.,Ltd.と契約締結。
- 2019年12月、佐竹康峰が財務顧問に就任[20]。
- 2020年02月、川越厚監修「いのちを癒す魂のアート、音楽」発売。
- 2020年04月、Croix StudioがApple Digital Masters対応のマスタリングスタジオとして認定。
- 2020年05月、吉田正樹が社外取締役、依田巽が特別顧問に就任[21]
- 2020年06月、U-NEXTにて動画配信開始。
- 2020年07月、アフリカのストリーミングサイトBoomplay Music（英語版） とライセンス契約締結。
- 2020年09月、「dTV」にて動画配信開始。
- 2020年11月、「DMM.com」にて4K動画配信開始。
- 2020年11月、サブスクリプションサービス「Fitbit Premium」へコンテンツ提供開始。